# Engure (novads)
Engure est un novads de Lettonie, situé dans la région de Zemgale. En 2009, sa population est de 7 855 habitants.